# فرانكوفونتي
فرانكوفونتي (بالإيطالية: Francofonte)‏ هي بلدية في مقاطعة سرقوسة في صقلية الإيطالية.

## السكان
في سنة 1861 بلغ عدد السكان 4٬861 نسمة، وتطور العدد ليصل في سنة 2011 لـ 12٬923 نسمة.
يظهر هذا المخطط البياني تطور النمو السكاني لـ فرانكوفونتي